# Текон-Электрон
Отдельное конструкторское бюро «Текон-Электрон» (укр. «Текон-Електрон») — научно-производственное предприятие в Железнодорожном районе Львова, которое разрабатывает радиотехническую аппаратуру военного, специального и гражданского назначения.

## История
Предприятие было создано в 1990 году в составе львовского производственного объединения «Электрон», которое 29 июня 1991 года было преобразовано в акционерное общество «Электрон».
После провозглашения независимости Украины АО «Электрон» было преобразовано в ОАО «Концерн — Электрон». В состав концерна вошли завод телевизионной техники «Электрон», ОКБ «Текон-Электрон», ООО НПО «Китва» и ЗАО «Авикоc — Электрон».
В июне 2006 года на проходившем в Киеве авиакосмическом салоне «Авіасвіт-2006» ГККБ «Луч» был представлен макет корректируемой авиабомбы "632", оснащённый телевизионной головкой самонаведения Т-2 от ОКБ «Текон-Электрон».
По состоянию на 2008 год, ОКБ специализировалось на разработке изделий специальной телевизионной техники (в том числе телевизионных мониторов, проекционных мониторов для самолётов семейства Ан, авиационных телевизионных систем наведения и прицеливания, аппаратуры для модернизации самолётов МиГ-29, Су-25 и боевых вертолётов Ми-24), а также компонентов телевизионной техники гражданского назначения.
В 2012 году ОКБ было привлечено к ответственности за незаконное списание денежных средств в размере 345,9 тыс. гривен, выделенных Львовским государственным авиаремонтным заводом на выполнение опытно-конструкторских работ.
Совместно с другими предприятиями военно-промышленного комплекса Украины ОКБ «Текон-Электрон» участвует в программах модернизации авиатехники ВВС Украины (в частности, с начала 2000х годов участвует в выполнении работ по модернизации истребителей МиГ-29 до уровня МиГ-29МУ1).